# Geschäfts- und Sendegebäude der Südwestdeutschen Rundfunkdienst AG
Das Geschäfts- und Sendegebäude der Südwestdeutschen Rundfunkdienst AG wurde von dem Architekten Willi Cahn in den späten 1920er Jahren errichtet.  Das Gebäude in der Eschersheimer Landstraße 29–33 im Westend von Frankfurt am Main gehört zu den bedeutendsten Gebäuden Frankfurts im Stil der Neuen Sachlichkeit. Es wird seit 1955 von der Hochschule für Musik und Darstellende Kunst Frankfurt am Main genutzt.

## Entstehung und Geschichte
Mit dem Bau des 4.000 m² großen und heute noch weitgehend im Originalzustand erhaltenen Geschäfts- und Sendegebäude der Südwestdeutschen Rundfunkdienst AG in der Eschersheimer Landstraße 29–33 wurde im April 1929 begonnen; in Betrieb genommen wurde es am 15. Dezember 1930. Die Südwestdeutsche Rundfunkdienst AG Frankfurt am Main (Radio Frankfurt, gegründet am 7. Dezember 1923) hatte bereits fünf Jahre zuvor, am 1. April 1924, aus einem 57 m² kleinen Studio im alten Postscheckamt in der Stephanstraße ihren Sendebetrieb aufgenommen. Nur drei Tage nach seiner Inbetriebnahme am 18. Dezember ging von dem neuen Funkhaus bereits die erste Sendung über den Äther.
Am 3. August 1953 kaufte die Stadt Frankfurt das Grundstück Eschersheimer Landstraße 29–39 samt Funkhaus für 3 Millionen DM dem Hessischen Rundfunk als damaligem Eigentümer ab. Ab dem Mai 1954 wurde der alte Sendesaal als Orchesterprobenraum der heutigen Hochschule für Musik und Darstellende Kunst genutzt und am 27. September 1954 die gesamte Liegenschaft per Magistratsbeschluss der Hochschule überlassen. Am 24. Februar 1955 fand im alten Sendesaal das erste öffentliche Konzert der Hochschule statt.

## Baubeschreibung
Von außen wirkt das Rundfunkgebäude streng funktionalistisch und kubisch und ist mit heller Fassade und einem Flachdach versehen. Die Fenster- und Fensterbänke erhalten eine horizontale Betonung durch reliefartig vorspringende Fenstergesimse und -stürze. Klangtechnisch bot der Bau durch seinen inneren trapezförmigen Grundriss völlig neue und fast schon sensationell zu nennende Lösungen an: Während man bei bisherigen ähnlichen Gebäuden die übliche Saalform übernahm und die akustischen Verhältnisse etwa durch nachträgliche Wandverkleidungen oder durch Stoffbahnen zu verbessern versuchte, ließ man hier die Längswände nicht parallel, sondern konvergent zulaufen, um sog. stehende Wellen zu vermeiden und unerwünschte Echowirkungen zu reduzieren. Die innere Trapezform wird im Äußeren in ein orthogonales System übergeleitet. Dies gelingt durch Rücksprünge im gleichmäßigen Abstand in den beiden Längsfassaden.
Der Hauseingang wurde durch ein tiefes, schlankes Vordach betont, das auf fünf Stützen ruhte. Diese Stützen wurden mit einer filigranen, rechteckigen Stahl-Glas-Konstruktion verkleidet, die hinterleuchtet war und die dem Vordach bei Dunkelheit einen fast schwebenden Eindruck verlieh. Diese Eingangssituation wurde im Rahmen des Neubaus der Musikhochschule, als es um eine bauliche Verbindung vom Alt- zum Neubau ging, Anfang der 1990er Jahre geopfert.

## Innenarchitektur und technische Ausstattung

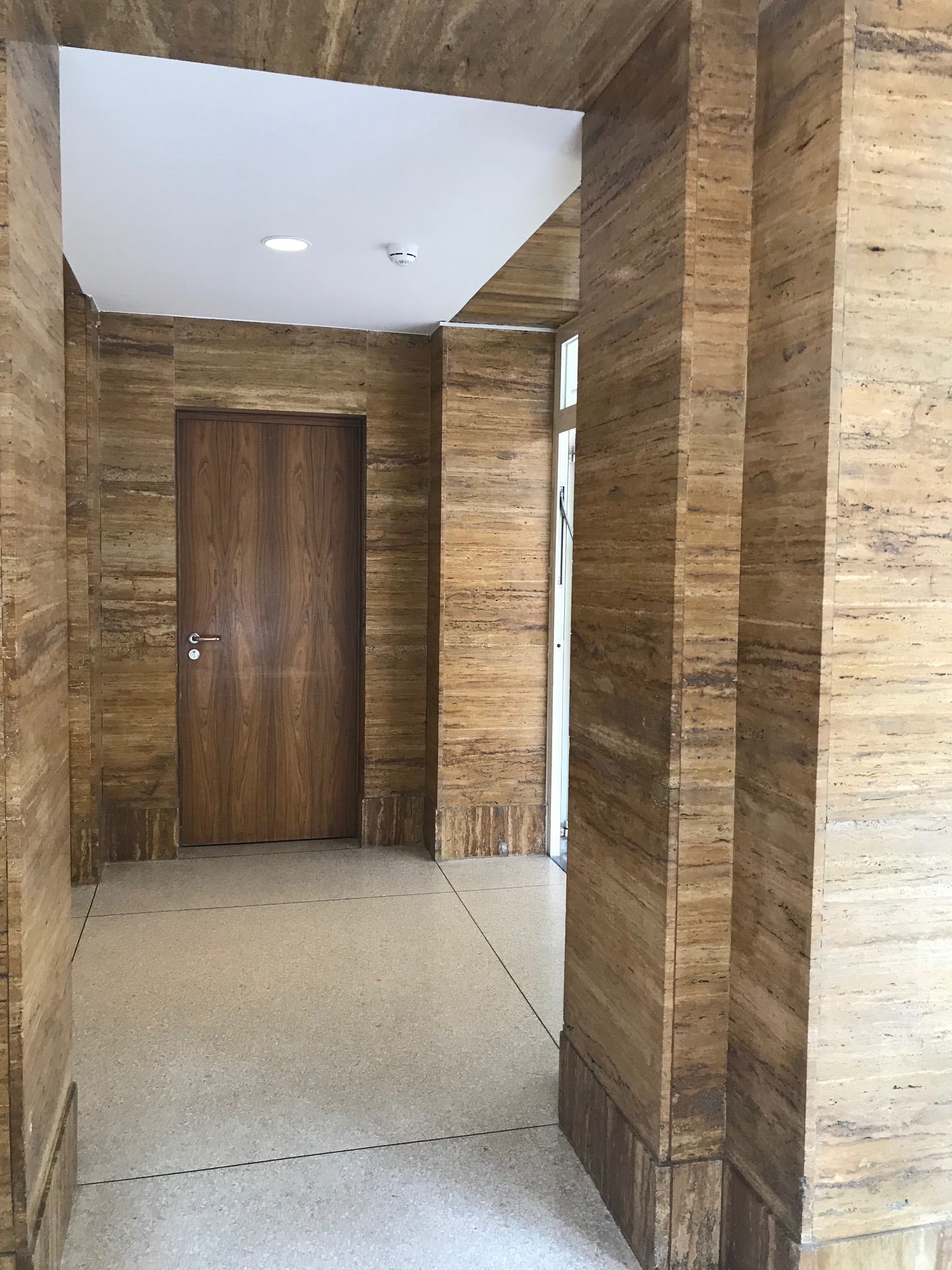
Eingangsbereich aus Travertin

Der große Sendesaal selbst im Inneren des Gebäudes weist eine Länge von 27 m, eine durchschnittliche Breite von 17 m und eine Höhe von 10 m auf, wobei sich an der Kopfseite die Orgel und darunter schalldichte Regiezellen sowie an der gegenüberliegenden Seite eine Empore befanden. Neben dem Hauptsaal enthält das Gebäude noch zwei kleinere Sendesäle (einer davon mit den Maßen 15 m Länge, 8 m Breite und 5 m Höhe) mit einer Regiezelle bzw. einem Harmonium für kammermusikalische Aufführungen, diverse Orchesterräume, eine Bibliothek, eine Kantine sowie Räume für weitere technische Einrichtungen.
Bei der Ausführung hat man im gesamten Haus auf modernste Technik gesetzt. Der Rohbau ist in Eisenbeton ausgeführt und von den Fundamenten bis zum Dach gegen alle übrigen Räume isoliert, während die Wände aus Ziegelhohlmauern bestehen. Um Außengeräusche fernzuhalten, wurden Doppelfenster und Doppeltüren eingebaut, und da während der Aufnahmen weder Fenster noch Türen geöffnet werden durften, wurde eine diffizile Heizungs- und Entlüftungsanlage konstruiert. Hierzu wurden pro Stunde 30.000 m³ Luft über eine Sauganlage im Dach zum Zirkulieren gebracht. Im Sommer wurde diese angesaugte Luft durch Berieselung mit 70 m³ Wasser in der Stunde abgekühlt, im Winter wurde sie erwärmt, dann gereinigt und in die Räume geleitet. Mit Hilfe dieser Konstruktion konnte nicht nur die Raumtemperatur, sondern auch die Luftfeuchtigkeit genauestens geregelt werden, was besonders für die Klangreinheit der Orgel von Bedeutung ist. Die Seitenwände sind als schallverstärkende Wände mit Holz vertäfelt und die Emporenwand ist schalldämpfend verkleidet, während die der Empore gegenüberliegende Wand mit schallreflektierendem Material verbaut ist. Sogar die Saaldecke war kanneliert, wohl in der Hoffnung, unerwünschte Schallreflexionen abzuwenden. Über der Orgel ist eine Leinwand eingebaut, die bei Bedarf für „kinematographische Vorführungen“ herabgelassen werden kann.
Insgesamt wurden in dem Gebäude 9.640 m Kabelröhren verlegt, in denen über 50.000 m Leitungen untergebracht sind. Das reine Mikrofonnetz hatte eine Länge von 18.000 m, die sich auf 28 Mikrofonanschlüsse und 25 Lautsprecheranlagen verteilten, und zum Laden und Entladen der für die Aufnahmen notwendigen Batterien wurden 2.700 m Leitungsdraht verwandt. Neben den diversen Aufnahmeräumen wurde sogar ein sogenanntes Märchenzimmer mit einem an der Decke befestigten Projektor eingerichtet, um mit Hilfe entsprechender Bilder den Erzähler während der Aufnahme in eine dem Text angemessene Stimmung zu versetzen.
Begibt man sich heute vom Neubau der Musikhochschule in den Altbau, fällt sofort der bernsteinfarbene Travertin mit einer lebhaften, fast holzartigen Maserung ins Auge. Diese Maserung entsteht durch das senkrechte Schneiden der Gesteinsschichten der Travertinblöcke; Steine mit dieser Schnitttechnik heißen Travertin Naturale. Dieser sehr auffällige Stein findet sich außer im Eingangsbereich auch durchgängig in den Fluren als Sockel, im Haupttreppenhaus als Brüstung, in den Fensterbänken und in den Türlaibungen wieder. Der Bodenbelag im Eingangsbereich und Flur besteht aus beigem Terrazzo, der durch eingelassene Messingprofile in großformatige Quadrate unterteilt ist, der Belag der Treppenstufen ist aus schwarzem Terrazzo. In der Lauflinie befindet sich bündig eingelassenes schwarzes Linoleum, um den Widerhall zu mildern und ein angenehmeres Laufgefühl zu vermitteln. Das Material Messing wird im Handlauf wieder aufgegriffen.
Der große Sendesaal selbst weist noch viel an originaler Innenausstattung auf. Auffällig ist die bunte Ornamentfensterfront unter der Decke entlang der südlichen Längsseite gegenüber dem Saaleingang in Richtung Süden. Die kleinen, hochformatigen gelben und blauen Glasrechtecke bilden ein Rautenmuster in Art-déco-Anmutung. Das Fenster folgt dem trapezförmigen inneren Grundriss und bildet mit den Rücksprüngen der Außenfassade einen Hohlraum, welcher ein Beleuchtungssystem aufnimmt. Erhalten ist auch im oberen Bereich die Wandvertäfelung aus Nussbaum mit gerundeten Ecken. Für die neue Belüftungsanlage wurden einzelne Felder der Vertäfelung durch vorspringende neue mit Belüftungsauslässen ersetzt.
Die bereits erwähnte Orgel ist an der schmalen Kopfseite des Saals angebracht und kann hinter vertikalen Holzlamellen aus Nussbaum verschwinden. Vereinzelt sind Lamellen, die aus technischen Gründen nicht aus Holz gefertigt waren, mit Nussbaum-Illusionsmalerei versehen, um den homogenen Gestaltungseindruck nicht zu stören. Die unterhalb der Orgel angelegten Regie- und Aufnahmeräume sind heute durch eine vorgelagerte Bühne verdeckt. Der Orgel und der Bühne gegenüber befinden sich eine Zuschauerempore und ein Tontechnikraum; die Wand ist hier mit einer besonderen Isolierung aus Celotex und Insulite, einem leichtgewichtigen Betonstein, versehen.
Bodenbelag und Bestuhlung des Sendesaals wurden im Laufe der Jahre mehrfach verändert oder ersetzt. Zeitweilig war der Boden zur Verkürzung der Nachhallzeit mit hochflorigem Teppich ausgelegt, heute ist wieder ein Parkettboden mit Fischgrätmuster eingebaut.